# Börge Hellström
Börge Lennart Hellström assinava como Börge Hellström (25 de setembro de 1957 – 17 de fevereiro de 2017) foi um escritor sueco. Ele foi um ex-criminoso que se dedicava a reabilitar jovens viciados.

## Biografia
Um criminoso reformado, ele era talvez mais conhecido como membro fundador da organização Kriminellas revansch i samhället (KRIS). A organização tem como objectivo combater o crime e dar apoio a ex-criminosos. Ele também fez parte da dupla de escritores Roslund e Hellström, com o jornalista Anders Roslund. Ele foi co-autor de sete livros entre 2004 e 2016.
Ele foi um ex-viciado em drogas que cumpriu pena por seus crimes relacionados ao tráfico de drogas.
Hellström viveu no município de Värmdö. Ele morreu de cancro em 17 de fevereiro de 2017, aos 59 anos.

### Ewert Grens
1. Odjuret (2004) (com Anders Roslund) no Brasil: A Besta (Planeta, 2009)
2. Box 21 (2005) (com Anders Roslund) no Brasil: Box 21 (Planeta, 2010)
3. Edward Finnigans upprättelse (2006) (com Anders Roslund) no Brasil: Redenção (Planeta, 2011)
4. Flickan under gatan (2007) (com Anders Roslund)
5. Tre sekunder (2009) (com Anders Roslund) em Portugal: Três Segundos (Planeta Booket, 2014)
6. Två soldater (2012) (com Anders Roslund)
7. Tre minuter (2016) (com Anders Roslund)

## Adaptações

### Filme
- The Informer (2019) O Informador (título em Portugal) ou O Informante (título no Brasil) baseado no livro Tre Sekunder (2009)(wikipedia em inglês).[5]

### Séries
- Box 21 (2020)
- Cell 8 (2022)